# الزريزر
الزريزر هي قرية مغربية شمال المملكة. تنتمي الزريزر لإقليم تاونات الجبلي. تضم هذه القرية 7.934 نسمة (إحصاء 2004).